# Luca Belingheri
Luca Belingheri (Lovere, 6 aprile 1983) è un allenatore di calcio ed ex calciatore italiano, di ruolo centrocampista, tecnico della Primavera del Brescia.

## Caratteristiche tecniche
Il suo ruolo naturale è trequartista ma può giocare anche da centrocampista centrale, sebbene la fase di copertura non rappresenti un suo punto di forza. Il suo piede preferito è il destro. Le sue capacità di inserimento lo rendono pericoloso in zona gol. Risulta debole nel colpo di testa.

## Carriera

### Calciatore
Nella stagione 2001-2002 fa il suo esordio fra i professionisti con la maglia dell'Alzano (26 presenze e 1 gol), per passare l'anno successivo al Siena, dove gioca 3 partite in Serie B.
Dal gennaio 2003 indossa la maglia del Como con la quale disputa 18 incontri, di cui 2 nella massima serie in cui esordisce il 3 maggio 2003 contro il Milan, e realizza una rete.
Nel 2004-2005 gioca 20 partite nell'Ascoli, mentre dalla stagione successiva indossa la maglia dell'AlbinoLeffe. Nell'estate 2007 torna di nuovo a vestire la casacca dell'Ascoli.
L'8 luglio 2009 viene acquistato a titolo definitivo dal Torino per 1,3 milioni di euro, firmando un contratto fino al 2013.. Il 17 ottobre segna il suo primo gol in maglia granata in Ascoli-Torino (1-2). Si ripete nel match successivo, il 23 ottobre, contro la Reggina (2-0) ed il 30 maggio 2010, nel match contro il Cittadella (1-0). La sua seconda stagione in granata inizia bene, tanto che va a segno nella prima uscita stagionale della squadra, realizzando il gol del 3-1 in Coppa Italia contro il Cosenza; il mister Luca Chericoni gli dà fiducia e lo ripropone spesso anche tra i titolari.
Il 28 gennaio 2011 si trasferisce a titolo definitivo al Livorno in uno scambio che porta Biagio Pagano al Torino. Il 19 febbraio segna il suo primo gol con la maglia del Livorno contro il Novara. Il 2 giugno 2013 conquista la Serie A ai play-off con il Livorno
Il 24 gennaio 2014 passa con la formula del prestito con diritto di riscatto al Cesena.
Il 31 luglio 2015 l'esperto centrocampista viene tesserato dal Modena. Qua trova spazio e gioca 36 partite, siglando 6 gol, l'ultimo dei quali il 2 aprile 2016 nel pareggio contro la Pro Vercelli. Tuttavia a fine stagione i canarini retrocedono in Lega Pro.
Il 24 giugno 2016 passa alla Cremonese, con cui ottiene a fine stagione la promozione in serie B, ma non viene confermato. Si trasferisce quindi al Padova, dove al termine della stagione 2017-18 conquista nuovamente la serie B.
Nell'estate 2019 si accasa alla Pergolettese, inserita nel girone A di Serie C. Avendo trovato poco spazio, dopo appena 8 presenze all'attivo, il 31 gennaio 2020 ottiene la rescissione consensuale.

### Allenatore
Nel settembre del 2023, acquisisce ufficialmente la licenza UEFA Pro, dopo aver completato il corso di formazione al Settore Tecnico della FIGC a Coverciano. Dopo avere allenato la squadra Under-17 della Cremonese, viene ingaggiato dal Brescia nell'estate 2023 come tecnico della squadra Primavera. Il 10 novembre 2023, in seguito all'esonero di Daniele Gastaldello, gli viene affidata ad interim la guida della Prima Squadra, fino al 14 novembre quando, dopo la sconfitta per 0-3 con la Cremonese, la società affida la panchina a Rolando Maran.

## Statistiche

### Presenze e reti nei club
| Stagione           | Squadra            | Campionato         | Campionato | Campionato | Coppe nazionali | Coppe nazionali | Coppe nazionali | Coppe continentali | Coppe continentali | Coppe continentali | Altre coppe | Altre coppe | Altre coppe | Totale | Totale |
| Stagione           | Squadra            | Comp               | Pres       | Reti       | Comp            | Pres            | Reti            | Comp               | Pres               | Reti               | Comp        | Pres        | Reti        | Pres   | Reti   |
| ------------------ | ------------------ | ------------------ | ---------- | ---------- | --------------- | --------------- | --------------- | ------------------ | ------------------ | ------------------ | ----------- | ----------- | ----------- | ------ | ------ |
| 2001-2002          | Alzano Virescit    | C1                 | 26         | 1          | CI-C            | 0               | 0               | -                  | -                  | -                  | -           | -           | -           | 26     | 1      |
| 2002-gen. 2003     | Siena              | B                  | 3          | 0          | CI              | 1               | 0               | -                  | -                  | -                  | -           | -           | -           | 4      | 0      |
| gen.-giu. 2003     | Como               | A                  | 2          | 0          | CI              | 0               | 0               | -                  | -                  | -                  | -           | -           | -           | 2      | 0      |
| 2003-2004          | Como               | B                  | 16         | 1          | CI              | 0               | 0               | -                  | -                  | -                  | -           | -           | -           | 16     | 1      |
| Totale Como        | Totale Como        | Totale Como        | 18         | 1          |                 | 0               | 0               |                    | -                  | -                  |             | -           | -           | 18     | 1      |
| 2004-2005          | Ascoli             | B                  | 20         | 0          | CI              | 1               | 0               | -                  | -                  | -                  | -           | -           | -           | 21     | 0      |
| ago. 2005          | Ascoli             | A                  | 0          | 0          | CI              | 2               | 0               | -                  | -                  | -                  | -           | -           | -           | 2      | 0      |
| set. 2005-2006     | Albinoleffe        | B                  | 36+2       | 3          | CI              | 0               | 0               | -                  | -                  | -                  | -           | -           | -           | 38     | 3      |
| 2006-2007          | Albinoleffe        | B                  | 25         | 4          | CI              | 1               | 0               | -                  | -                  | -                  | -           | -           | -           | 26     | 4      |
| Totale Albinoleffe | Totale Albinoleffe | Totale Albinoleffe | 61+2       | 7          |                 | 1               | 0               |                    | -                  | -                  |             | -           | -           | 64     | 7      |
| 2007-2008          | Ascoli             | B                  | 29         | 3          | CI              | 3               | 0               | -                  | -                  | -                  | -           | -           | -           | 32     | 3      |
| 2008-2009          | Ascoli             | B                  | 28         | 8          | CI              | 1               | 0               | -                  | -                  | -                  | -           | -           | -           | 29     | 8      |
| Totale Ascoli      | Totale Ascoli      | Totale Ascoli      | 77         | 11         |                 | 7               | 0               |                    | -                  | -                  |             | -           | -           | 84     | 11     |
| 2009-2010          | Torino             | B                  | 18+1       | 3          | CI              | 1               | 0               | -                  | -                  | -                  | -           | -           | -           | 20     | 3      |
| 2010-gen. 2011     | Torino             | B                  | 11         | 0          | CI              | 1               | 1               | -                  | -                  | -                  | -           | -           | -           | 12     | 1      |
| Totale Torino      | Totale Torino      | Totale Torino      | 29+1       | 3          |                 | 2               | 1               |                    | -                  | -                  |             | -           | -           | 32     | 4      |
| gen.-giu. 2011     | Livorno            | B                  | 10         | 2          | CI              | 0               | 0               | -                  | -                  | -                  | -           | -           | -           | 10     | 2      |
| 2011-2012          | Livorno            | B                  | 29         | 8          | CI              | 0               | 0               | -                  | -                  | -                  | -           | -           | -           | 29     | 8      |
| 2012-2013          | Livorno            | B                  | 35+3       | 14         | CI              | 2               | 0               | -                  | -                  | -                  | -           | -           | -           | 36     | 14     |
| 2013-gen. 2014     | Livorno            | A                  | 4          | 0          | CI              | 1               | 0               | -                  | -                  | -                  | -           | -           | -           | 3      | 0      |
| gen.-giu. 2014     | Cesena             | B                  | 14         | 2          | -               | -               | -               | -                  | -                  | -                  | -           | -           | -           | 14     | 2      |
| 2014-2015          | Livorno            | B                  | 15         | 0          | CI              | 1               | 0               | -                  | -                  | -                  | -           | -           | -           | 16     | 0      |
| Totale Livorno     | Totale Livorno     | Totale Livorno     | 93+3       | 24         |                 | 4               | 0               |                    | -                  | -                  |             | -           | -           | 100    | 24     |
| 2015-2016          | Modena             | B                  | 36         | 6          | CI              | 2               | 0               | -                  | -                  | -                  | -           | -           | -           | 38     | 6      |
| 2016-2017          | Cremonese          | LP                 | 24         | 6          | CI+CI-LP        | 3+0             | 0               | -                  | -                  | -                  | SC-LP       | 1           | 0           | 28     | 6      |
| 2017-2018          | Padova             | C                  | 29         | 4          | CI+CI-C         | 0               | 0               | -                  | -                  | -                  | SC-C        | 2           | 2           | 31     | 6      |
| 2018-2019          | Padova             | B                  | 8          | 0          | CI              | 1               | 0               | -                  | -                  | -                  | -           | -           | -           | 9      | 0      |
| Totale Padova      | Totale Padova      | Totale Padova      | 37         | 4          |                 | 1               | 0               |                    | -                  | -                  |             | 2           | 2           | 40     | 6      |
| 2019-2020          | Pergolettese       | C                  | 8          | 0          | CI-C            | 0               | 0               | -                  | -                  | -                  | -           | -           | -           | 8      | 0      |
| Totale carriera    | Totale carriera    | Totale carriera    | 426+6      | 65         |                 | 22              | 1               |                    | -                  | -                  |             | 3           | 2           | 457    | 68     |

### Statistiche da allenatore
Statistiche aggiornate all'11 novembre 2023.
| Stagione        | Squadra         | Campionato      | Campionato | Campionato | Campionato | Campionato | Coppe nazionali | Coppe nazionali | Coppe nazionali | Coppe nazionali | Coppe nazionali | Coppe continentali | Coppe continentali | Coppe continentali | Coppe continentali | Coppe continentali | Altre coppe | Altre coppe | Altre coppe | Altre coppe | Altre coppe | Totale | Totale | Totale | Totale | % Vittorie | Piazzamento |
| Stagione        | Squadra         | Comp            | G          | V          | N          | P          | Comp            | G               | V               | N               | P               | Comp               | G                  | V                  | N                  | P                  | Comp        | G           | V           | N           | P           | G      | V      | N      | P      | %          | Piazzamento |
| --------------- | --------------- | --------------- | ---------- | ---------- | ---------- | ---------- | --------------- | --------------- | --------------- | --------------- | --------------- | ------------------ | ------------------ | ------------------ | ------------------ | ------------------ | ----------- | ----------- | ----------- | ----------- | ----------- | ------ | ------ | ------ | ------ | ---------- | ----------- |
| nov. 2023       | Brescia         | B               | 1          | 0          | 0          | 1          | -               | -               | -               | -               | -               | -                  | -                  | -                  | -                  | -                  | -           | -           | -           | -           | -           | 1      | 0      | 0      | 1      | &0,00      | Ad Interim  |
| Totale carriera | Totale carriera | Totale carriera | 1          | 0          | 0          | 1          |                 | -               | -               | -               | -               |                    | -                  | -                  | -                  | -                  |             | -           | -           | -           | -           | 1      | 0      | 0      | 1      | 0,00       |             |

## Palmarès

### Club

#### Competizioni nazionali
- Lega Pro: 1

Cremonese: 2016-2017 (girone A)
- Serie C: 1

Padova: 2017-2018 (girone B)
- Supercoppa di Serie C: 1

Padova: 2018